# Octave Houdaille
Octave Houdaille, né le 17 octobre 1858 à Mirecourt (Vosges) et mort le 17 octobre 1939 à Paris, est un avocat, journaliste, écrivain et homme politique nationaliste français.

## Biographie
Né en 1858, Octave Houdaille est élevé dans une famille de magistrats. Son père Fernand Houdaille est juge de paix et avocat. Après ses études secondaires à Lunéville, il étudie le droit à la faculté de Nancy et obtient sa licence avec l'intention de se destiner à une carrière diplomatique. Il effectue son service militaire à Neufchâteau dans un régiment de ligne puis passe quelques mois en Allemagne pour se familiariser avec l'étude des langues avant de se faire inscrire finalement à la Cour d'appel de Paris. Il plaide lors de grands procès criminels.
Avec Julien Goujon, député de Seine-Inférieure, il fonde le syndicat ouvrier vosgien d’Épinal.
Ayant rejoint le mouvement boulangiste, il se présente comme candidat révisionniste aux élections de 1889 dans la première circonscription d'Épinal mais n'est pas élu.
Il se consacre alors à des activités littéraires. Il effectue un voyage en Russie avec le médecin Charles Richet puis un autre en Scandinavie ; il effectue des recherches sur l'occultisme. En 1893, plusieurs de ses poèmes sont mis en musique par Frédéric Le Rey. Il écrit aussi pour la scène : Possession (en collaboration avec Charles Epheyré et sur une musique de Frédéric Le Rey) est créé en 1895, Judith publié en 1897, Sœur Marthe, un drame lyrique,(de nouveau en collaboration avec Charles Epheyré et sur une musique de Frédéric Le Rey) créé en 1898 et Le monde où l'on fleurte publié en 1899.
En 1906  il se présente comme candidat dans la ville de Nancy pour remplacer Jules Brice. Il est le candidat de la Ligue de la patrie française et de la Fédération nationale antijuive. Il écrit vouloir organiser « la protection des ouvriers français contre la main d'œuvre étrangère » et instaurer « une loi draconienne contre les accapareurs et les gros spéculateurs ».

### Journalisme
Octave Houdaille collabore à des journaux nationaux : Le Figaro, La Revue bleue, Les Annales politiques et littéraires, la Grande Revue, ainsi qu'à des journaux locaux comme Le Républicain de l'Est et L'Abeille des Vosges.

### Famille
Il est l'époux d'Adèle Buffet (1820-1899), soeur du sénateur Louis Buffet. Ils ont trois enfants : deux filles, Marie et Thérèse, et un fils, mort jeune.

## Œuvres

### Poésie
- Les Possessions, A. Lemerre, 1895.

### Essais
- Une femme libre : essai d'étude contemporaine, A. Lemerre, 1896.
- Les Énergies mystérieuses, A. Lemerre, 1914.